# Tommaso Sala
Tommaso Sala (Milano, 6 settembre 1995) è uno sciatore alpino italiano.

## Biografia
Attivo in gare valide per i punti FIS dal novembre del 2010, ha esordito in Coppa Europa il 30 novembre 2013 nello slalom gigante di Trysil in Norvegia, senza qualificarsi per la seconda manche. Nel 2014 è stato convocato ai Mondiali juniores di Jasná, dove ha ottenuto come miglior risultato l'8º posto nello slalom speciale. Il 13 dicembre 2015 ha fatto il suo esordio in Coppa del Mondo nello slalom speciale di Val-d'Isère, senza terminare la prima manche.
Ha preso parte ai Mondiali juniores di Soči/Roza Chutor 2016, dove ha raggiunto il 4º posto nello slalom speciale; il 17 marzo dello stesso anno ha colto a La Molina in slalom speciale il suo primo podio in Coppa Europa (2º). Nella stagione 2016-2017 ha ottenuto i primi punti in Coppa del Mondo, grazie al 13º posto nello slalom speciale di Val-d'Isère dell'11 dicembre, mentre nel 2019 ha conquistato la sua prima vittoria in Coppa Europa, il 30 novembre a Funäsdalen in slalom speciale. Ai XXIV Giochi olimpici invernali di Pechino 2022, sua prima presenza olimpica, si è classificato 11º nello slalom speciale e non ha completato lo slalom gigante; ai Mondiali di Courchevel/Méribel 2023, suo esordio iridato, si è piazzato 23º nello slalom speciale.

## Palmarès

### Coppa del Mondo
- Miglior piazzamento in classifica generale: 37º nel 2023

### Coppa Europa
- Miglior piazzamento in classifica generale: 10º nel 2020
- 8 podi (1 in slalom gigante, 7 in slalom speciale):
  - 2 vittorie
  - 3 secondi posti
  - 3 terzi posti

#### Coppa Europa - vittorie
| Data             | Località       | Paese  | Specialità |
| ---------------- | -------------- | ------ | ---------- |
| 30 novembre 2019 | Funäsdalen     | Svezia | SL         |
| 16 dicembre 2019 | Pozza di Fassa | Italia | SL         |

Legenda:

SL = slalom speciale

### Campionati italiani
- 4 medaglie[1]:
  - 2 ori (slalom speciale nel 2017; slalom gigante nel 2023)
  - 2 bronzi (slalom speciale nel 2016; slalom speciale nel 2021)

### Campionati italiani juniores
- 5 medaglie:
  -  3 ori (slalom gigante nel 2012; slalom gigante nel 2013; slalom speciale nel 2016)
  -  1 argento (slalom speciale nel 2012)
  -  1 bronzo (slalom speciale nel 2015)[senza fonte]